# Озамбай
 Озамбай  — деревня в Советском районе Республики Марий Эл. Входит в состав Михайловского сельского поселения.

## Географическое положение
Находится в центральной части республики Марий Эл на расстоянии приблизительно 14 км по прямой на юго-запад от районного центра посёлка Советский.

## История
Деревня известна с 1931 года, когда здесь был образован «Озамбай», который затем переименовали в имени Ленина. В 1956 году здесь насчитывалось 33 хозяйства, затем население стало сокращаться. В 1976 году было 19 домов, в 1980 году — 17.

## Население
Население составляло 21 человек (100 % мари) в 2002 году, 15 в 2010.